# Стреоане
Стреоане (рум. Străoane) — село у повіті Вранча в Румунії. Входить до складу комуни Стреоане.
Село розташоване на відстані 182 км на північний схід від Бухареста, 28 км на північний захід від Фокшан, 142 км на південь від Ясс, 95 км на північний захід від Галаца, 115 км на схід від Брашова.

## Населення
За даними перепису населення 2002 року у селі проживала 2531 особа, з них 2530 осіб (> 99,9%) румунів. Усі жителі села рідною мовою назвали румунську.